# Hexatoma (Eriocera) perennis polillensis
Hexatoma (Eriocera) perennis polillensis is een ondersoort van de tweevleugelige Hexatoma (Eriocera) perennis uit de familie steltmuggen (Limoniidae). De ondersoort komt voor in het Oriëntaals gebied.